# Caryophyllia transversalis
Espèce
Statut CITES
Caryophyllia transversalis est une espèce de coraux appartenant à la famille des Caryophylliidae.